# Габов, Андрей Владимирович
Андрей Владимирович Габов (род. 15 ноября 1973 года) — российский юрист, доктор юридических наук, заслуженный юрист Российской Федерации, член-корреспондент РАН, член Комиссии по уставу РАН и Научно-издательского совета РАН. Главный научный сотрудник, заведующий сектором гражданского и предпринимательского права Института государства и права РАН.

## Биография
Родился 15 ноября 1973 года.
В 1995 году с отличием окончил юридический факультет Сыктывкарского государственного университета.
С 1997 по 2000 годы — учёба в Северо-Западной Академии Государственной Службы (Санкт-Петербург), специальность «Государственное и муниципальное управление», специализация — «Экономическое регулирование и финансы».
С 2000 по 2002 годы — учёба во Всероссийской академии внешней торговли (Москва), специальность — «Мировая экономика».
С 2004 года — слушатель Дипломатической академии, специализация «Международные отношения».
В 1999 году защитил кандидатскую диссертацию в Институте законодательства и сравнительного правоведения при Правительстве Российской Федерации по теме «Вексель в системе российских ценных бумаг».
С 2005 года — начальник Департамента корпоративного управления и взаимодействия с акционерами Корпоративного центра ОАО РАО «ЕЭС России», член Совета директоров ряда дочерних и внучатых акционерных обществ РАО «ЕЭС России»: «Пермэнерго», «Комиэнерго», «Псковэнерго», ОАО «Псковская ГРЭС» и других, член ревизионной комиссии: ОАО «Системный оператор — ЦДУ ЕЭС», ОАО «ФСК ЕЭС»
В 2010 году защитил докторскую диссертацию в Институте законодательства и сравнительного правоведения при Правительстве Российской Федерации по теме «Проблемы гражданско-правового регулирования отношений на рынке ценных бумаг».
До 2018 года - Заместитель директора Института законодательства и сравнительного правоведения, заместитель председателя Учёного совета Института законодательства и сравнительного правоведения при Правительстве Российской Федерации.
С 2019 года - главный научный сотрудник, с декабря 2021 года - и. о. заведующего сектором гражданского и предпринимательского права Института государства и права РАН.
Андрей Габов является заместителем Председателя Комитета по ведению Национального реестра независимых директоров при Российском союзе промышленников и предпринимателей, членом Национального реестра независимых директоров при Российском союзе промышленников и предпринимателей, заместителем председателя Президиума Арбитражного центра при Российском союзе промышленников и предпринимателей, а также членом совета директоров (независимым директором, выдвинутым на пакет государства) компаний с госучастием. Входит в состав рабочей группы по совершенствованию корпоративного управления АСИ.
С октября 2013 года — член Экспертного совета по корпоративному управлению при Службе Банка России по финансовым рынкам.
Приказом Министерства образования и науки Российской Федерации от 31 декабря 2013 года утверждён заместителем Председателя Экспертного совета по праву Высшей Аттестационной Комиссии при Минобрнауки России.
Указом Президента Российской Федерации от 29 июля 2014 года № 539 включён в состав Совета при Президенте Российской Федерации по кодификации и совершенствованию гражданского законодательства.
Постановлением Пленума Верховного суда № 36 от 3 октября 2017 утвреждён в состав Научно-консультативного совета (НКС) при Верховном Суде РФ.
Решением Наблюдательного Совета РКЮО от 16 ноября 2015 года назначен заместителем Председателя Наблюдательного Совета.
Приказом Министерства юстиции Российской Федерации от 6 сентября 2016 года включён в состав Совета по совершенствованию третейского разбирательства при Минюсте России.
10 октября 2016 года решением Комитета Государственной Думы Российской Федерации по образованию и науке включён в состав Экспертного совета по научно-технологическому развитию и интеллектуальной собственности.
28 октября 2016 года избран членом-корреспондентом РАН по Отделению общественных наук.
Распоряжением Президиума РАН № 10108-509 от 27 июля 2016 года включён в список экспертов Российской Академии Наук в области «социальные науки».
Также является: членом Совета при Президенте РФ по кодификации и совершенствованию гражданского законодательства, членом Научно-консультативного совета при Верховном Суде РФ, членом Экспертного совета по корпоративному управлению при Банке России, членом Совета по совершенствованию третейского разбирательства при Министерстве юстиции Российской Федерации, заместителем председателя Экспертного совета по праву ВАК при Минобрнауки России, членом Экспертного совета по научно-технологическому развитию и интеллектуальной собственности при Комитете Государственной Думы Российской Федерации по образованию и науке, заместителем Председателя Президиума Арбитражного центра при Российском союзе промышленников и предпринимателей, членом Национального реестра независимых директоров и Комитета по корпоративным отношениям при Российском союзе промышленников и предпринимателей, членом правления Национальной Ассоциации Научных Изданий (НАНИ), членом рабочей группы по нормативному регулированию АНО «Цифровая экономика», членом Коллегии Роспатента.

## Научная деятельность
Сфера научных интересов: правовое регулирование хозяйственных обществ, рынка ценных бумаг, правовой режим сделок с конфликтом интересов, защита прав акционеров, в том числе проблемы гринмэйла и рейдерства.
Автор более 150 научных работ, в том числе 6 личных монографий.
Ведет преподавательскую деятельность на юридическом факультете МГУ.

### Монографии
- «Очерки по теории вексельного права» (2000);
- «Сделки с заинтересованностью в практике акционерных обществ: проблемы правового регулирования» (2005);
- «Общества с ограниченной и дополнительной ответственностью в российском законодательстве» (2010) и др.

### Учебники
- Корпоративное право: Учебный курс. В 2 т. / Отв. ред. И. С. Шиткина. Афанасьева Екатерина Геннадиевна, Вайпан Виктор Алексеевич, Габов Андрей Владимирович, Губин Евгений Парфирьевич, Карелина Светлана Александровна, Козлова Наталия Владимировна, Копылов Дмитрий Геннадиевич, Лаутс Елизавета Борисовна, Ломакин Дмитрий Владимирович, Молотников Александр Евгеньевич, Филиппова Софья Юрьевна, Шиткина Ирина Сергеевна место издания Статут Москва, ISBN 978-5-8354-1381-2, 976 с.

## Награды
- Отраслевые нагрудные знаки «80 лет Плана ГОЭЛРО» и «85 лет Плана ГОЭЛРО».
- Звание заслуженного юриста Российской Федерации.
- Почетная грамота Комитета Государственной Думы по гражданскому, уголовному, арбитражному и процессуальному законодательству.
- Почетная грамота Комитета Государственной Думы по науке и наукоемким технологиям.
- Почетная грамота Министерства внутренних дел Российской Федерации.
- Почетная грамота Министерства транспорта Российской Федерации.
- Почетная грамота Федеральной службы исполнения наказаний.
- Почетная грамота Федеральной службы судебных приставов.
- Грамота Российской академии наук .
- Почетная грамота Российского союза промышленников и предпринимателей.